# 1944 en science-fiction
| Années de la science-fiction : 1941 - 1942 - 1943 - 1944 - 1945 - 1946 - 1947    |
| Décennies de la science-fiction : 1910 - 1920 - 1930 - 1940 - 1950 - 1960 - 1970 |

L'année 1944 a été marquée, en matière de science-fiction, par les événements suivants.

## Naissances et décès

### Naissances
- 25 avril : James B. Hemesath, écrivain américain, mort en 2010.
- 2 octobre : Vernor Vinge, écrivain américain, mort en 2024.
- 17 décembre : Jack L. Chalker, écrivain américain, mort en 2005.

## Prix
La plupart des prix littéraires de science-fiction actuellement connus n'existaient alors pas.

### Prix Hugo
Les prix ont été décernés rétroactivement en 2019.
- Roman : Ballet de sorcières (Conjure Wife) par Fritz Leiber
- Roman court : Le Petit Prince (The Little Prince) par Antoine de Saint-Exupéry
- Nouvelle longue : Tout smouales étaient les Borogoves (Mimsy Were the Borogoves) par Henry Kuttner et Catherine Lucille Moore (sous le nom de Lewis Padgett)
- Nouvelle courte : King of the Gray Spaces (AKA R is for Rocket) par Ray Bradbury
- Histoire graphique : Wonder Woman #5: Battle for Womanhood, écrit par William Marsden, dessiné par H. G. Peter
- Présentation dramatique (format long) : Le ciel peut attendre (Heaven Can Wait), réalisé par Ernst Lubitsch, écrit par Ladislaus Bus-Fekete et Samson Raphaelson
- Présentation dramatique (format court) : Frankenstein rencontre le loup-garou (Frankenstein Meets the Wolfman), réalisé par Roy William Neill, écrit par Curt Siodmak
- Éditeur (format court) : John W. Campbell
- Artiste professionnel : Virgil Finlay
- Magazine amateur : Le Zombie (en), édité par Wilson Tucker
- Écrivain amateur : Forrest J Ackerman

## Parutions littéraires

### Romans
- Killdozer par Theodore Sturgeon.
- Le Voyageur imprudent par René Barjavel.

### Nouvelles
- Arène par Fredric Brown.

## Sorties audiovisuelles

### Films
- La Vengeance de l'homme invisible par Ford Beebe.